# Ansar

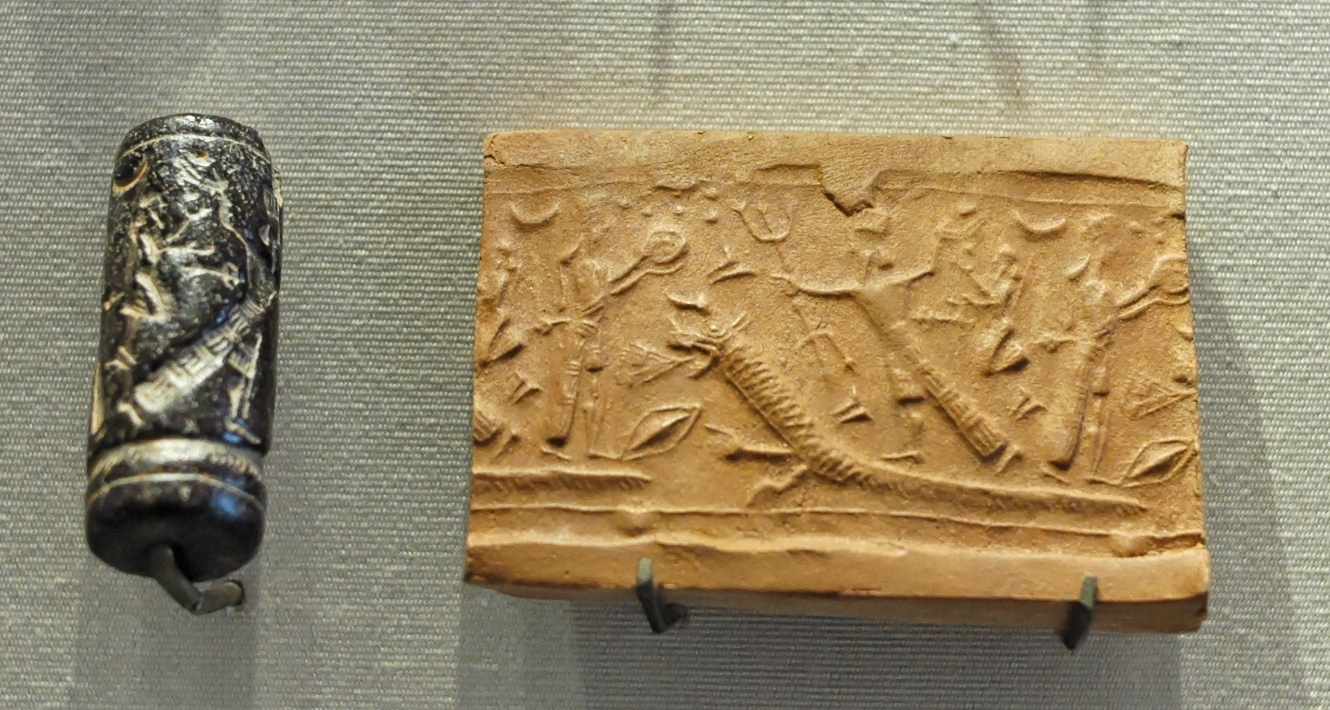
Sello cilíndrico en el que aparece Ansar atacado por un monstruo.

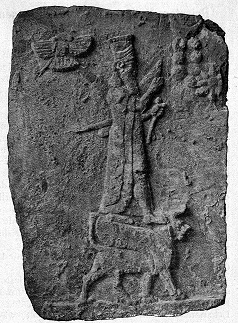
Anshar de pie sobre un toro. Recuperado en la antigua capital de Assur (Asiria).

Anshar, Anšar, Ansar o Anshur (que significa "todo el cielo" o "eje del cielo"), en la mitología acadia, y por extensión en la mitología mesopotámica, es una deidad primordial que fue un dios del cielo primigenio (deidad celestial), consorte a la vez de su hermana Kishar (que significa "toda la tierra"). 
Con ella, podrían representar el cielo (antribi) y la tierra (kikimi) y serían la segunda generación de dioses, siendo sus padres las serpientes Lahmu y Lahamu y sus abuelos Tiamat y Apsu. A su vez, serían los padres del dios acadio Anu, otro dios del cielo.
sucedió que los dioses fueron formados en su seno
Lahmu y Lahamu fueron hechos, por un nombre fueron llamados
Durante eternidades crecieron en edad y estatura
Anshar y Kishar fueron formados, superando a los otros
Prolongaron sus días, acumularon años
Aparece a veces como hijo de Lahmu y Lahamu, pero la mayoría no lo interpreta así. Según el relato épico del Enuma Elish, cuando Ea (Enki), se entera de que Tiamat planea vengarse de la muerte de Apsu, Anshar trata que Enki la ataque primero pero es rechazado, luego va con Anu y le envía a hablar con Tiamat en misión de paz, pero este fracasa. Tiene como mensajero fiel al dios Gaga. 
Durante el reinado de Sargon II, los asirios comenzaron a identificar a Anshar con su dios Assur con el fin de dejarle arrancar desde su versión del Enuma Elish. En esta mitología, la cónyuge de Anshar es Ninlil.